# Giovanni da Siviglia
Giovanni da Siviglia (latino: Johannes Hispalensis o Johannes Hispaniensis; fl. XII secolo) è stato un traduttore e astrologo spagnolo del XII secolo.

## Biografia
Giovanni operò forse in Galizia, a Limia (nell'Ourense), dal momento che si firmava Johannes Hispalensis atque Limiensis, durante l'epoca della  Reconquista, la prolungata lotta cristiana per riconquistare la penisola Iberica, in gran parte dominata e sottomessa dai musulmani.
Le sue traduzioni - il Secretum Secretorum dedicato a una fittizia regina T[arasia?], e la versione originale del De differentia spiritus et animae del filosofo arabo del IX secolo Qusta ibn Luqa - erano tutte traduzioni di lavori di medicina, frammisti a opere di alchimia, come si usava nella tradizione ispano-araba. Nel suo Libro degli algoritmi relativi all'aritmetica pratica, Giovanni da Siviglia infine fornisce una delle prime dimostrazioni a noi conosciute del sistema decimale indiano, la cui introduzione in Europa viene di norma associata al Liber Abaci di Leonardo Fibonacci da Pisa: 
Astrologo, Giovanni da Siviglia tradusse in latino il Libro della nascita. ed il  Kitāb taḥāwīl sinī al-‘ālam dell'astrologo arabo Abu 'Ali al-Khaiyat